# Матей Маврич
Матей Маврич (словен. Matej Mavrič, нар. 29 січня 1979, Копер) — словенський футболіст, що грав на позиції захисника. Виступав за національну збірну Словенії, у складі якої був учасником чемпіонату світу 2010 року.

## Клубна кар'єра
У дорослому футболі дебютував 1997 року виступами за команду клубу «Примор'є», в якій провів три сезони, взявши участь у 38 матчах чемпіонату.
Своєю грою за цю команду привернув увагу представників тренерського штабу клубу «Гориця», до складу якого приєднався 2000 року. Відіграв за команду з міста Нова-Гориця наступні чотири сезони своєї ігрової кар'єри. Більшість часу, проведеного у складі «Гориці», був основним гравцем захисту команди. В її складі виграв чемпіонат у 2004 році і двічі Кубок: у 2001 і 2002 роках.
2004 року уклав контракт з клубом «Молде», у складі якого виграв Кубок Норвегії у 2005 році. Загалом в норвезькій команді провів наступні два роки своєї кар'єри гравця. Граючи у складі «Молде» також здебільшого виходив на поле в основному складі команди.
З 2006 року чотири сезони захищав кольори клубу другої німецької Бундесліги «Кобленц». Тренерським штабом нового клубу також розглядався як гравець «основи».
Протягом 2010—2012 років захищав кольори австрійського «Капфенберга».
Завершив професійну ігрову кар'єру у клубі «Копер», за команду якого виступав протягом 2012—2014 років.

## Виступи за збірні
Протягом 1998—2001 років залучався до складу молодіжної збірної Словенії. На молодіжному рівні зіграв у 10 офіційних матчах.
21 серпня 2002 року дебютував в офіційних іграх у складі національної збірної Словенії в матчі проти збірної Італії. Свій перший і єдиний гол за збірну забив 7 вересня 2005 року в матчі проти збірної Молдови (2:1).
У складі збірної був учасником чемпіонату світу 2010 року у ПАР. У відбірковому турнірі Матей був основним гравцем національної команди, але у фінальному турнірі не зіграв в жодному з трьох матчів словенців.
Протягом кар'єри у національній команді провів у формі головної команди країни 37 матчів, забивши 1 гол.

### Голи за збірну
Рахунок і результат для Словенії показаний першим.
| # | Дата           | Місце                             | Суперник | Рахунок | Результат | Змагання             |
| - | -------------- | --------------------------------- | -------- | ------- | --------- | -------------------- |
| 1 | 7 вересня 2005 | Республіканський стадіон, Кишинів | Молдова  | 2:1     | 2:1       | кваліфікація ЧС-2006 |

## Досягнення
«Примор'є»
- Фіналіст Кубка Словенії (1): 1998

«Гориця»
- Чемпіон Словенії (1): 2003/04
- Срібний призер Словенії (1): 1999/00
- Володар Кубка Словенії (2): 2001, 2002

«Молде»
- Володар Кубка Норвегії (1); 2005